# Szkoła Wyższa Polskich Drużyn Strzeleckich
Szkoła Wyższa Polskich Drużyn Strzeleckich – szkoła o profilu wojskowym, powstała w 1911 roku, kształcąca kandydatów na oficerów Polskich Drużyn Strzeleckich.
Program nauczania szkolenia trwającego osiem miesięcy dostosowany był do potrzeb armii regularnej. Składał się z dwóch części: teoretycznej i praktycznej. W części teoretycznej wykładano: taktykę, służbę inżynieryjną, terenoznawstwo, organizację armii obcych, teorię strzelań, geografię wojenną i administrację wojskową, wykładano też strategię oraz taktykę wojny partyzanckiej. Część praktyczna obejmowała musztrę, ćwiczenia taktyczne, regulamin służby polowej, technikę budowy umocnień stałych i polowych. 
Ukończyło Szkołę ponad 50 podchorążych. Wykładowcami w Szkole oraz jej absolwentami byli  znani później oficerowie,  z których tacy jak: Stefan Dąb-Biernacki, Mieczysław Norwid-Neugebauer, Marian Januszajtis-Żegota, Stanisław Burhardt-Bukacki, Aleksander Narbutt-Łuczyński, Włodzimierz Maxymowicz-Raczyński, Józef Olszyna-Wilczyński, Wacław Scaevola-Wieczorkiewicz w niepodległej Polsce odegrali dużą rolę w Wojsku Polskim. 